# Мак-Доналд (округ)
Округ Мак-Доналд (англ. McDonald County) — округ штата Миссури, США. Население округа на 2009 год составляло 23 063 человека. Административный центр округа — город Пайнвилл.

## История
Округ Мак-Доналд основан в 1847 году.

## География
Округ занимает площадь 1398.6 км2.

## Демография
Согласно оценке Бюро переписи населения США, в округе Мак-Доналд в 2009 году проживало 23 063 человека. Плотность населения составляла 16.5 человек на квадратный километр.